# Économie du Val-de-Marne

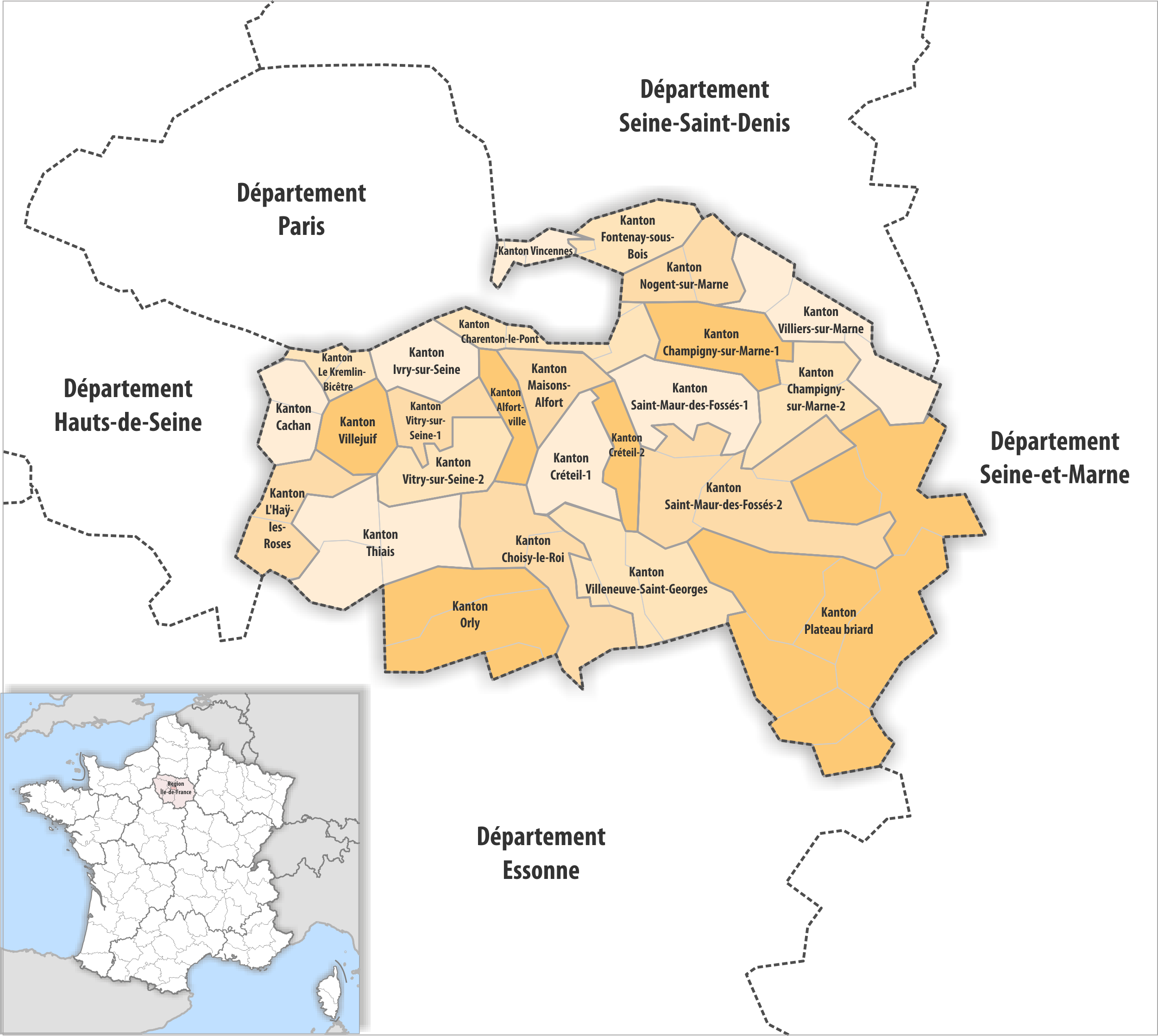
Carte du Val-de-Marne

L'économie du Val-de-Marne est tournée vers le pôle Orly-Rungis, les entreprises de pointe de la santé et le cinéma. En 2004, le taux moyen de chômage est de 11,5 % dans le département avec de fortes disparités d'une commune à l'autre pour atteindre 16 à 19 % à Valenton, Ivry-sur-Seine, Vitry-sur-Seine et Orly. Ce site a toutefois perdu plus 16 000 emplois industriels entre 1994 et 1997. Ce mouvement de désindustrialisation s'est accompagné d'une importante montée du secteur tertiaire. La mise en sommeil du projet de troisième aéroport parisien relance le site d'Orly avec un projet de construction d'une troisième aérogare. La logistique constitue l'un des points forts du département grâce à de bonnes infrastructures de transports variés aux portes de Paris : air, route, rail et fluvial. Le marché Marché international de Rungis, 
La santé est un secteur de pointe dans le département avec une concentration de centres hospitaliers et de recherches de renom. Le CHU Henri-Mondor de Créteil ou l'Institut Gustave-Roussy de Villejuif, notamment. Le Val-de-Marne est le second sur le plan national, après Paris, en matière de médecine clinique.
Les hautes technologies possèdent dans la vallée de la Bièvre un espace dédié. Sur les 27 communes de cette « Silicon Valley » à la française, dix se trouvent en Val-de-Marne. Autre activité importante, mais qui s'appuie cette fois sur une longue tradition plus que centenaire : le cinéma. Les boucles de la Marne sont particulièrement concernés par cette activité, perpétuant ainsi la mémoire des studios de Joinville.

## Commerce

### Centres commerciaux
Liste des centres commerciaux du Val-de-Marne. Le terme de « centre commercial » s'applique ici aux surfaces commerciales multi-enseignes de plus de 5 000 m².
- Arcueil. Centre commercial de la Vache Noire, 114 enseignes, 44 000 m2
- Arcueil. Centre commercial Forum 20, 24 enseignes, 9 000 m2
- Boissy-Saint-Léger. Centre commercial Boissy 2, 48 enseignes, 23 000 m2
- Champigny-sur-Marne. Centre commercial du Bois-l'Abbé, 33 enseignes, 11 000 m2
- Champigny-sur-Marne. Centre commercial Leclerc, 19 enseignes, 8 700 m2
- Charenton-le-Pont. Bercy 2, 76 enseignes, 36 000 m2
- Créteil. Créteil Soleil, 215 enseignes, 124 100 m2
- Créteil. Centre commercial du Palais, 40 enseignes, 6 000 m2
- Créteil. Centre commercial de l'Abbaye, 32 enseignes, 8 500 m2
- Fontenay-sous-Bois. Centre commercial Val-de-Fontenay, 69 enseignes, 22 000 m2
- Ivry-sur-Seine. Centre commercial Grand ciel, 92 enseignes, 60 000 m2
- Ormesson-sur-Marne / Chennevières-sur-Marne. Centre commercial Pince-Vent, 70 enseignes, 30 000 m2
- Orly. Centre commercial Leclerc, 28 enseignes, 18 600 m2
- Thiais. Belle Épine, 208 enseignes, 140 900 m2
- Thiais.  Thiais-Village, 43 enseignes, 41 900 m2
- Villejuif. Centre commercial Carrefour, 21 enseignes, 13 900 m2
- Vitry-sur-Seine. Centre commercial Gagarine, 22 enseignes, 11 700 m2